# ラトケス

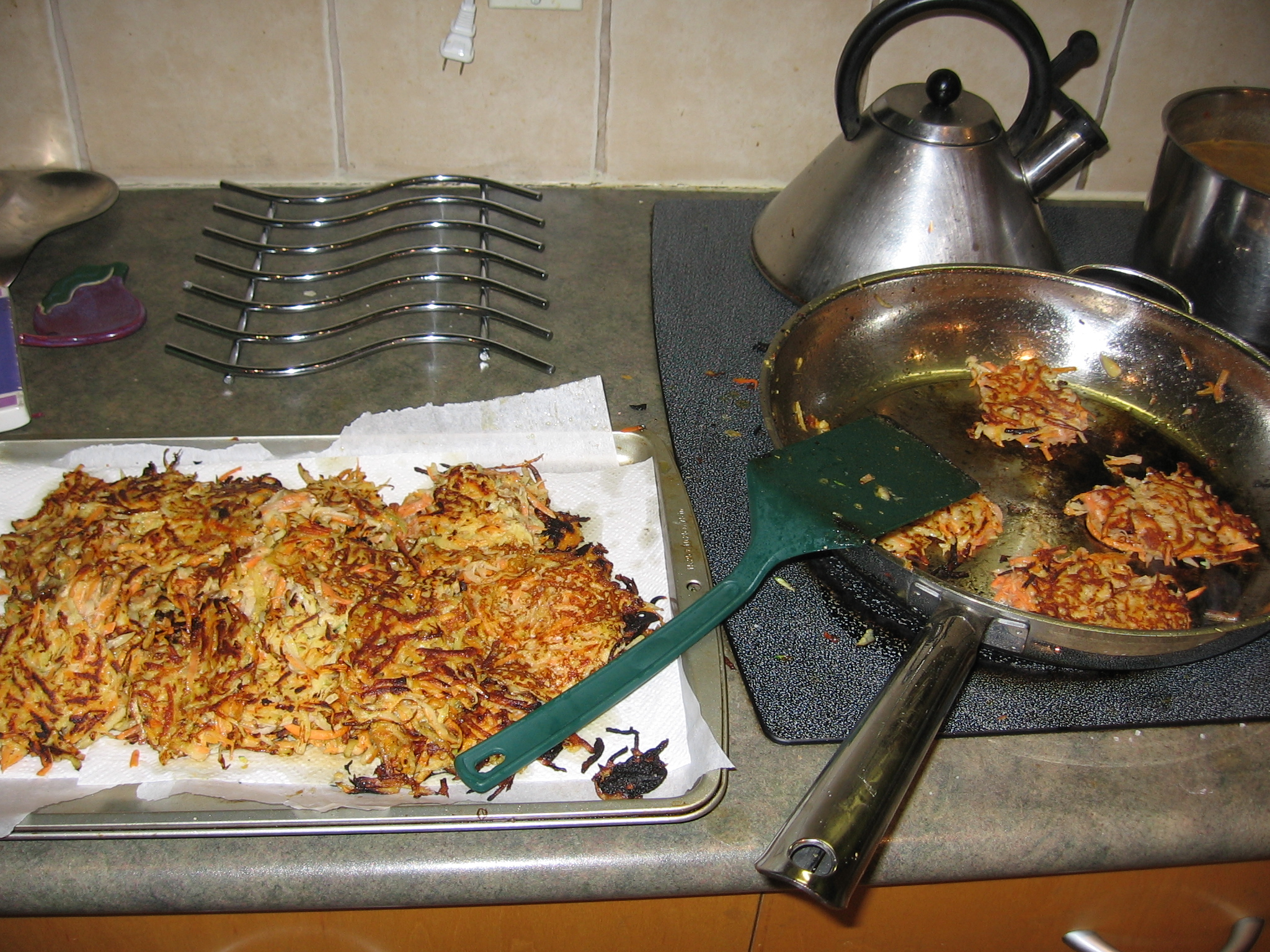
ラトケス

ラトケ（ス）（イディッシュ語: לאטקעס, 英語: Latkes）は、東欧系ユダヤ民族（アシュケナジム）の伝統料理で、ポテトパンケーキの一種。ユダヤ人が伝統的に宗教行事ハヌカーの祝賀で食べる事で知られているのは、ハヌカーの起源となった聖油の奇跡にちなみ、ハヌカーの期間中は油を使った料理が好まれるためである。語源はロシア語ラトカ(латка)に由来する。ジャガイモはすりおろす以外にみじん切りにされる場合やせん切りにされる場合もあり、せん切りで作る場合はハッシュドポテトに似たものになる。近年、北米では、ズッキーニや人参などを加えて変化をつけたラトケスも作られている。
ハヌカーとの関連でユダヤ人発祥の食文化と思われがちだが、実際にはラトケはヨーロッパの食文化から生まれたものである。ドイツ風ポテトパンケーキとラトケはまったく同じものであり、おそらくポーランド以東の東ヨーロッパで広く食べられていたものが、移民を通じて広まったものと考えられる。